# 잎

다양한 잎들의 모습

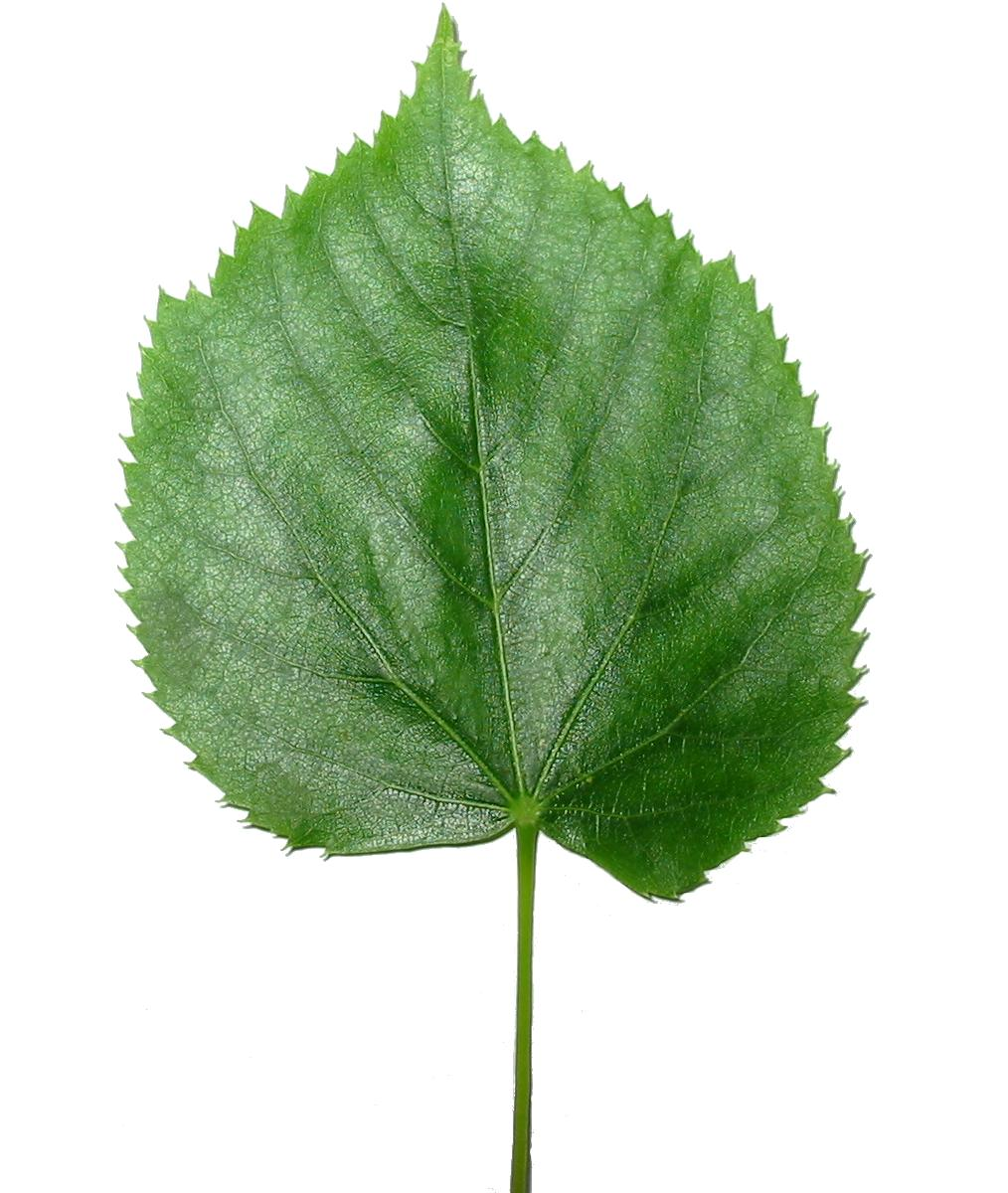
피나무의 잎

잎(영어: leaf)은 광합성과 증산작용 및 호흡 작용을 하는 식물의 기관 중 하나이다. 잎에서 일어나는 중요한 생명 활동인 광합성을 위해 잎의 모양은 대부분 빛을 투과할 수 있도록 얇은 판 모양으로 진화하였다. 그러나 종에 따라 소나무처럼 바늘 형태의 잎을 지닌 식물들도 있다. 식물의 잎은 광합성 작용을 하는 엽록체에 의해 대부분 녹색을 띄지만, 식물에 따라 붉은색을 띠는 잎들도 있다.
잎은 관다발 식물 줄기의 주요 부속물로, 일반적으로 지상에서 옆으로 자라며 광합성에 특화되어 있다. 잎은 "가을 단풍"처럼 집합적으로 잎이라고 불리며, 잎, 줄기, 꽃, 열매는 집합적으로 싹 체계를 형성한다. 대부분의 잎은 편평하며 색상, 털이 많음, 기공(가스를 흡입하고 배출하는 구멍) 수, 표피 왁스의 양과 구조 및 기타 특징이 서로 다른 뚜렷한 상부(축축) 및 하부(배축) 표면을 가지고 있다. 잎은 태양으로부터 빛 에너지를 흡수하여 광합성에 필수적인 엽록소라는 화합물이 존재하기 때문에 대부분 녹색이다. 밝은 색이나 흰색 반점이나 가장자리가 있는 잎을 잡색 잎이라고 한다.
다양한 모양, 크기, 질감 및 색상을 가지며, 꽃 피는 식물의 복잡한 정맥이 있는 넓고 평평한 잎은 진엽식물(megaphylls)로도 알려져 있다. 이를 보유하는 종은 대부분 활엽수 또는 진역식물로, 여기에는 곡자식물과 양치류도 포함된다. 서로 다른 진화적 기원을 지닌 석송류의 잎은 단순하고 미세엽으로 알려져 있다. 구근 비늘과 같은 일부 잎은 땅 위에 있지 않는다. 많은 수생 종에서는 잎이 물에 잠겨 있다. 다육 식물은 종종 두껍고 육즙이 많은 잎을 가지고 있지만 일부 잎은 주요 광합성 기능이 없으며 일부 역병 및 가시에서와 같이 성숙기에 죽을 수 있다. 더욱이, 관다발 식물에서 발견되는 몇몇 종류의 잎 모양 구조는 그것들과 완전히 상동적이지 않는다. 예를 들어 엽상엽(phylloclades) 및 분기형(cladodes)이라고 불리는 편평한 식물 줄기와 구조와 기원 모두에서 잎과 다른 엽상(phyllodes)이라고 불리는 편평한 잎 줄기가 있다. 비혈관 식물의 일부 구조는 잎과 매우 유사하게 보이고 기능한다. 예로는 이끼와 우간이끼의 잎이 있다.

## 잎의 형태

### 구조
잎의 표면은 미끈한 큐티클층으로 균일하게 덮여있다. 큐티클층은 과다한 수분의 증발을 막는 동시에 잎의 조직을 보호 해준다. 빛은 투명한 표피 층을 통과하여 대부분의 광합성이 일어나는 책상 조직에 도달한다. 기공은 증산작용과 가스 교환이 이루어진다. 엽록소는 이산화탄소와 물을 이용해서 포도당과 산소를 만들어 낸다. 잎에는 표피, 책상 조직, 해면 조직, 엽록소, 공변 세포, 기공이 있다.

잎의 구조

### 모양
잎의 모양은 종에 따라 매우 다양하여 종을 구별하는 데 중요한 기준이 된다. 잎자루에 하나의 잎만 있으면 단엽(單葉)이라 하고 여러 작은 잎이 모여 달려 있으면 복엽(複葉)이라고 한다. 모양에 따라서는 얇고 긴 모양의 선형, 끝이 뾰족하고 잎자루 쪽이 넓은 피침형, 반대로 끝이 넓고 잎자루 쪽이 좁은 도피침형, 심장 모양과 비슷한 심장형, 심장의 모습이 뒤집힌 것 같은 도심장형, 계란모양의 난형, 그 외에 마름모형, 원형, 타원형 등이 있다. 복엽의 경우엔 세 갈래로 나뉘는 것(삼복엽), 손바닥 모양으로 나뉘는 것(장상복엽), 깃털 모양으로 달리는 것(기수우상복엽 및 우수우상복엽) 등이 있다.
- 여러 모양의 잎

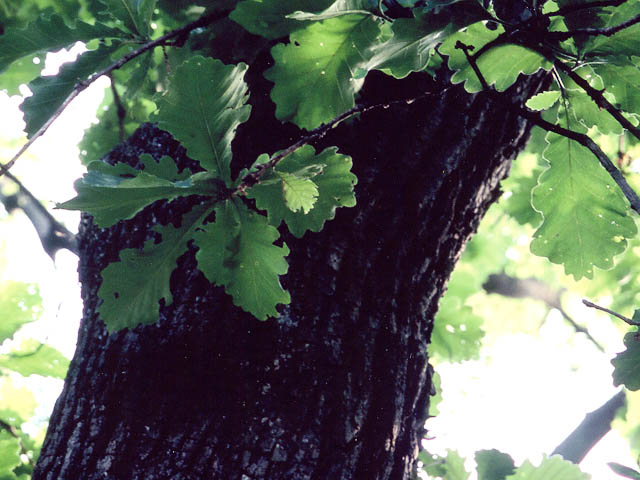
떡갈나무
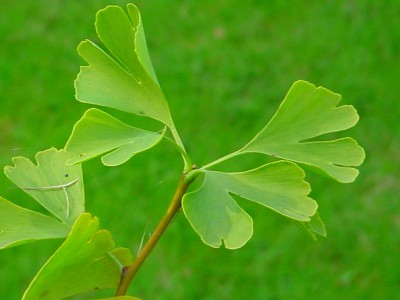
은행나무
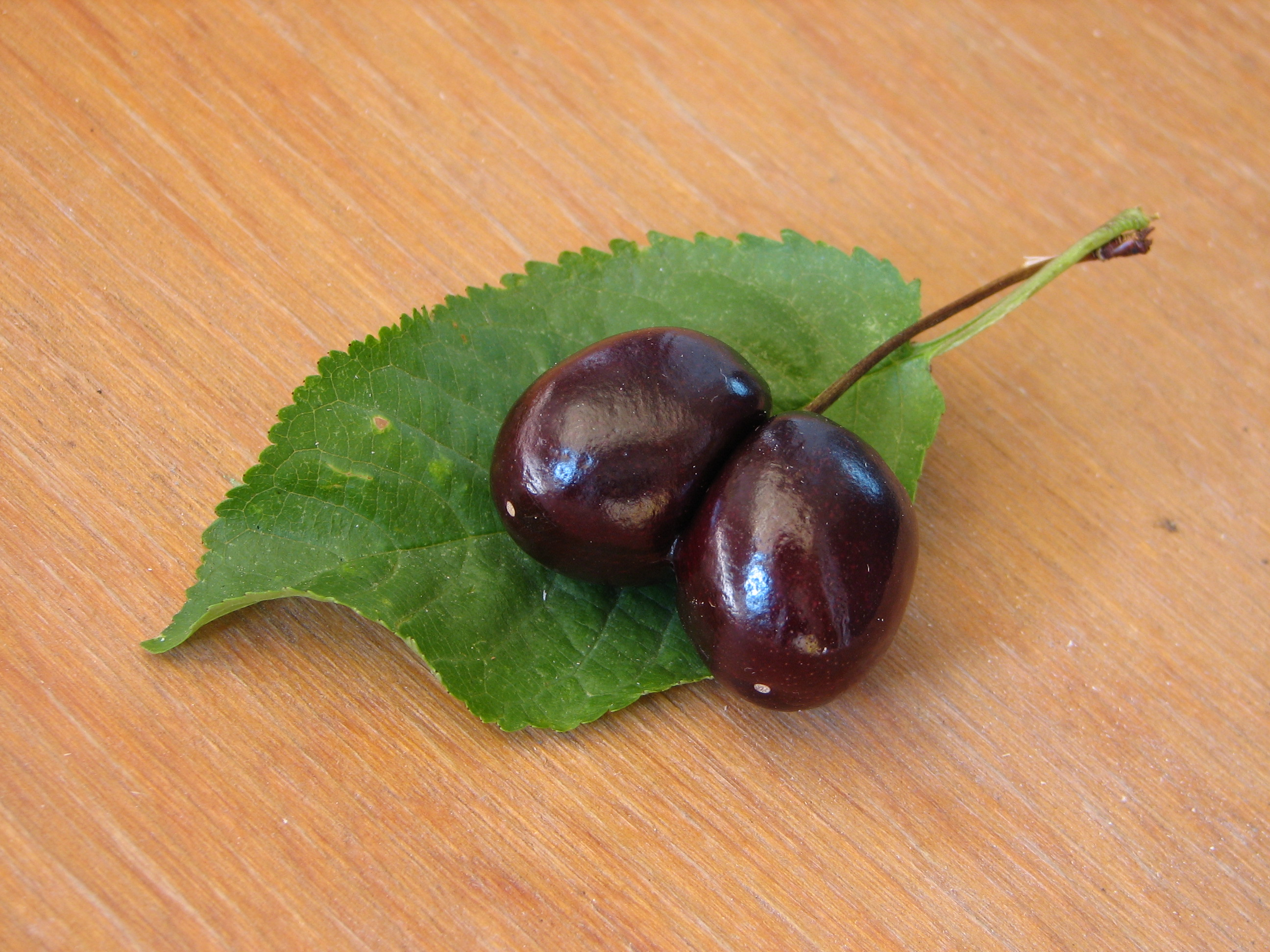
벚나무
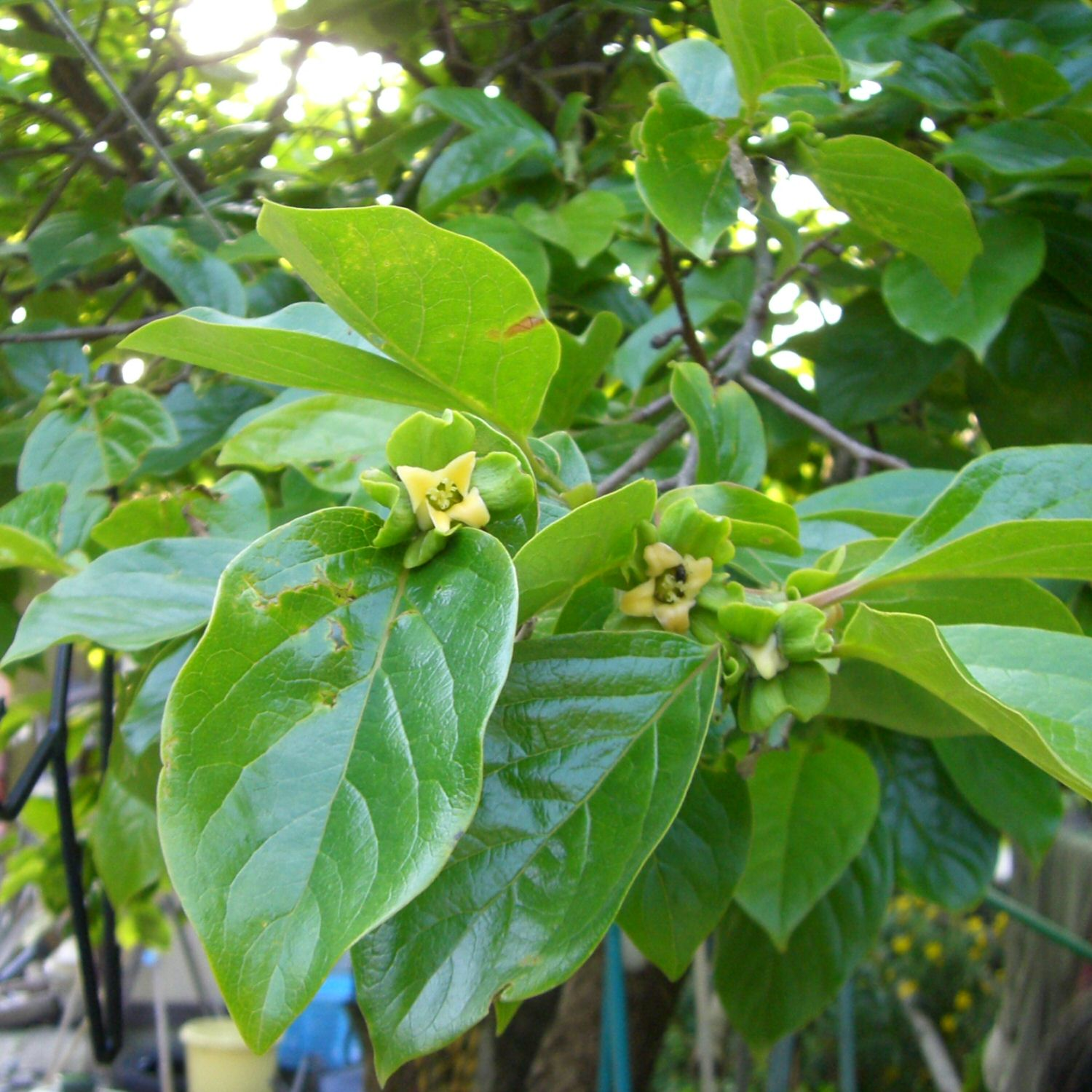
감나무
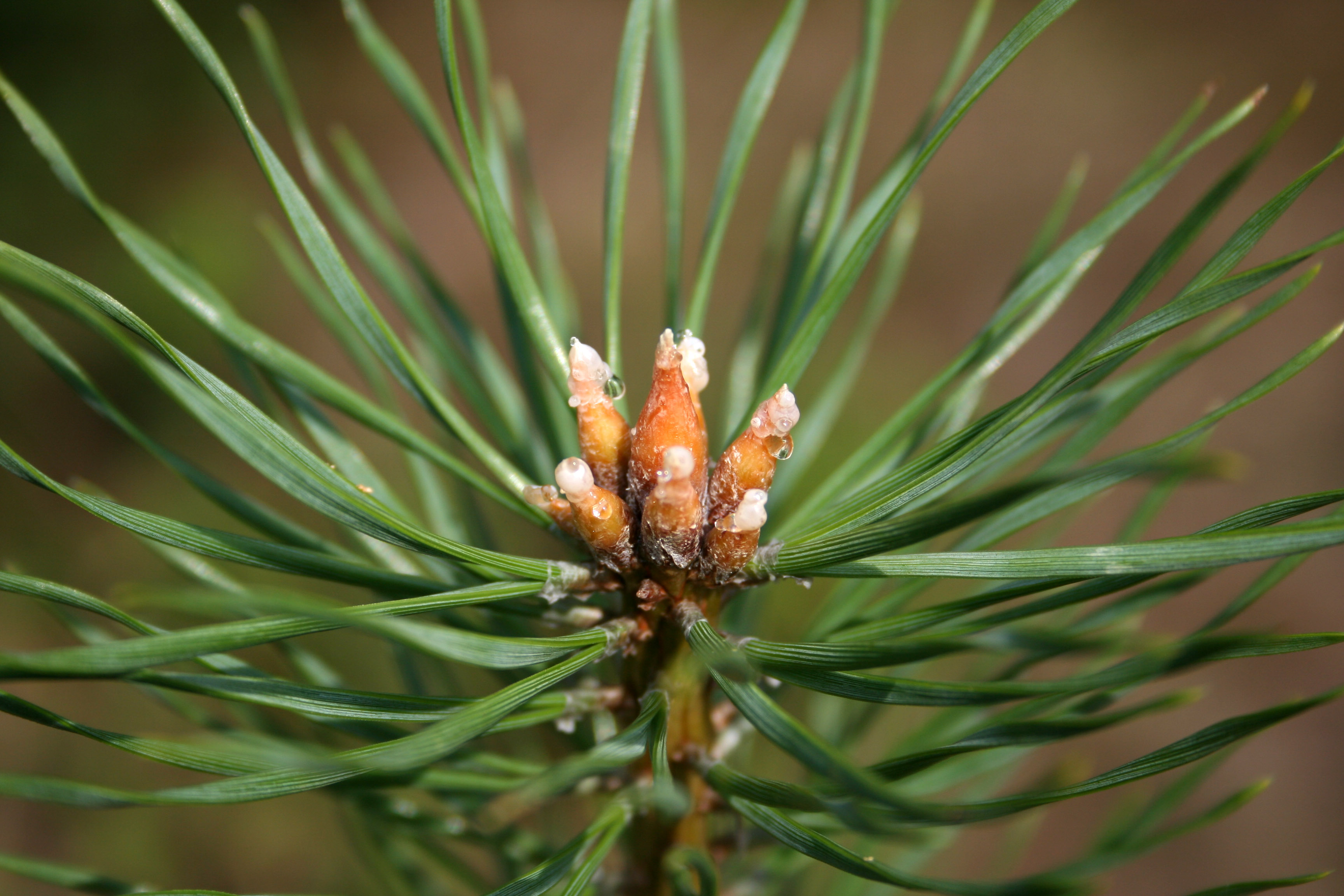
소나무
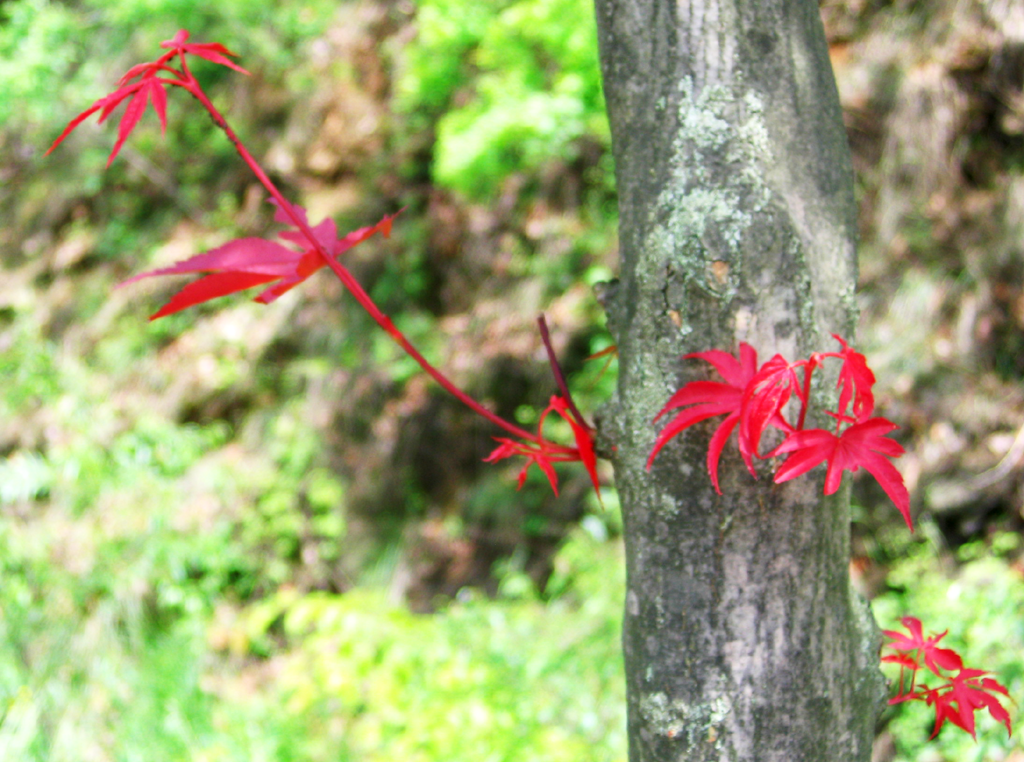
단풍나무
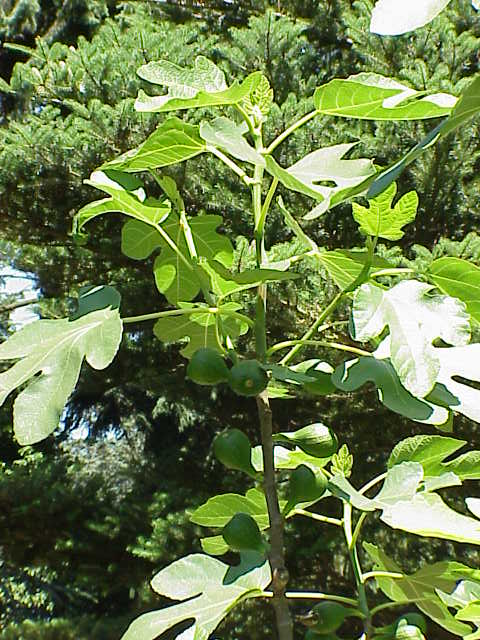
무화과나무
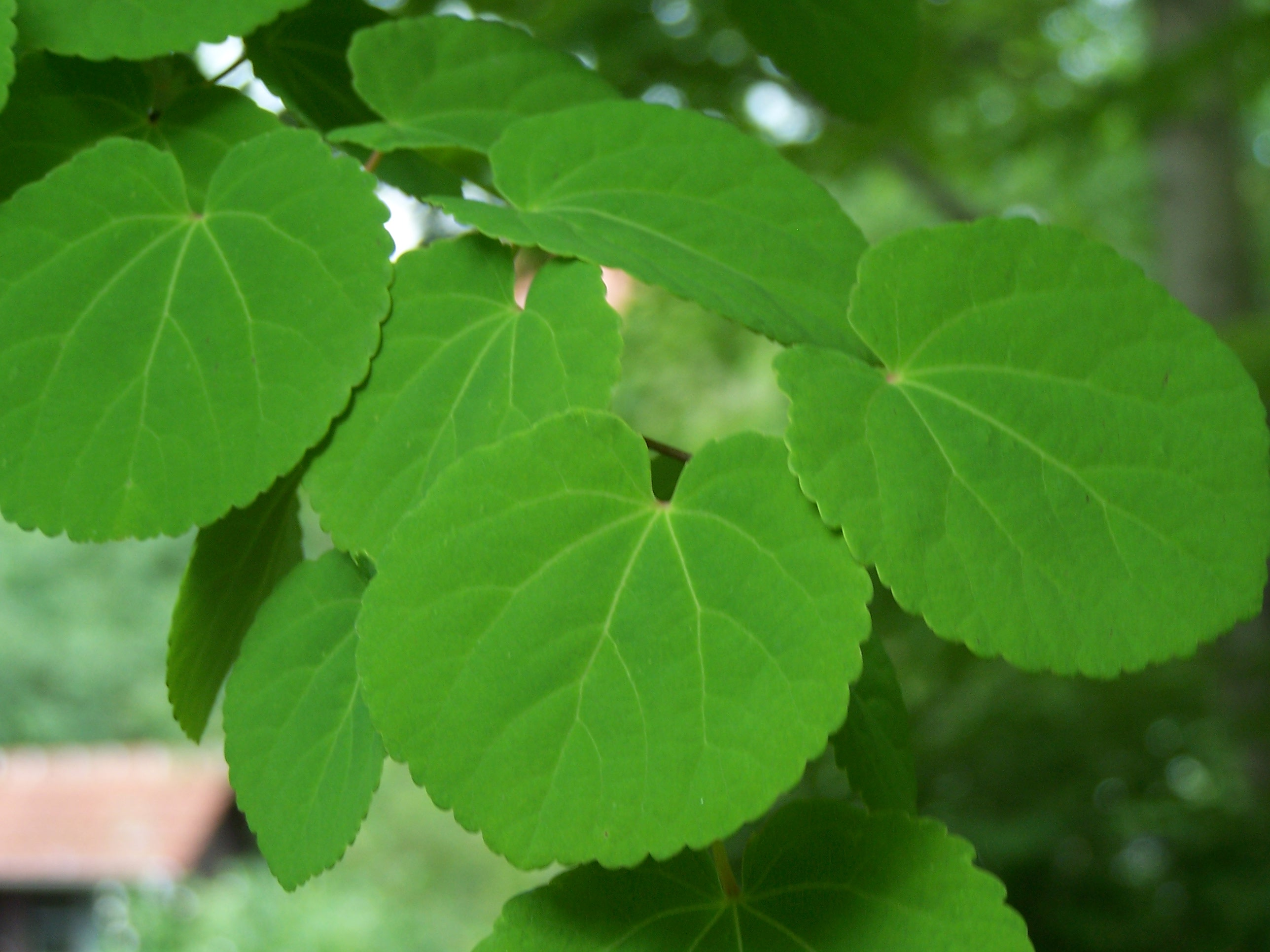
계수나무
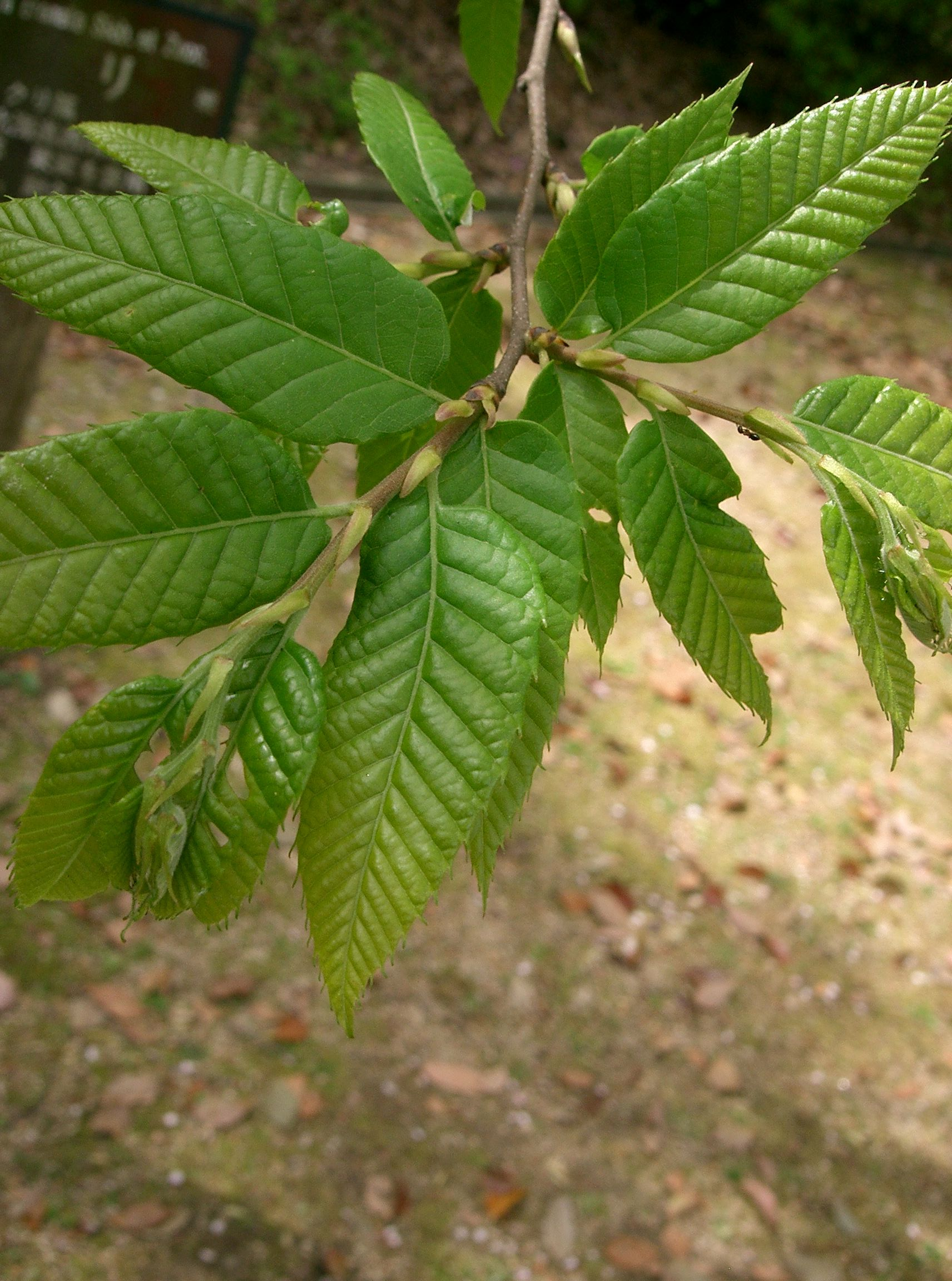
밤나무
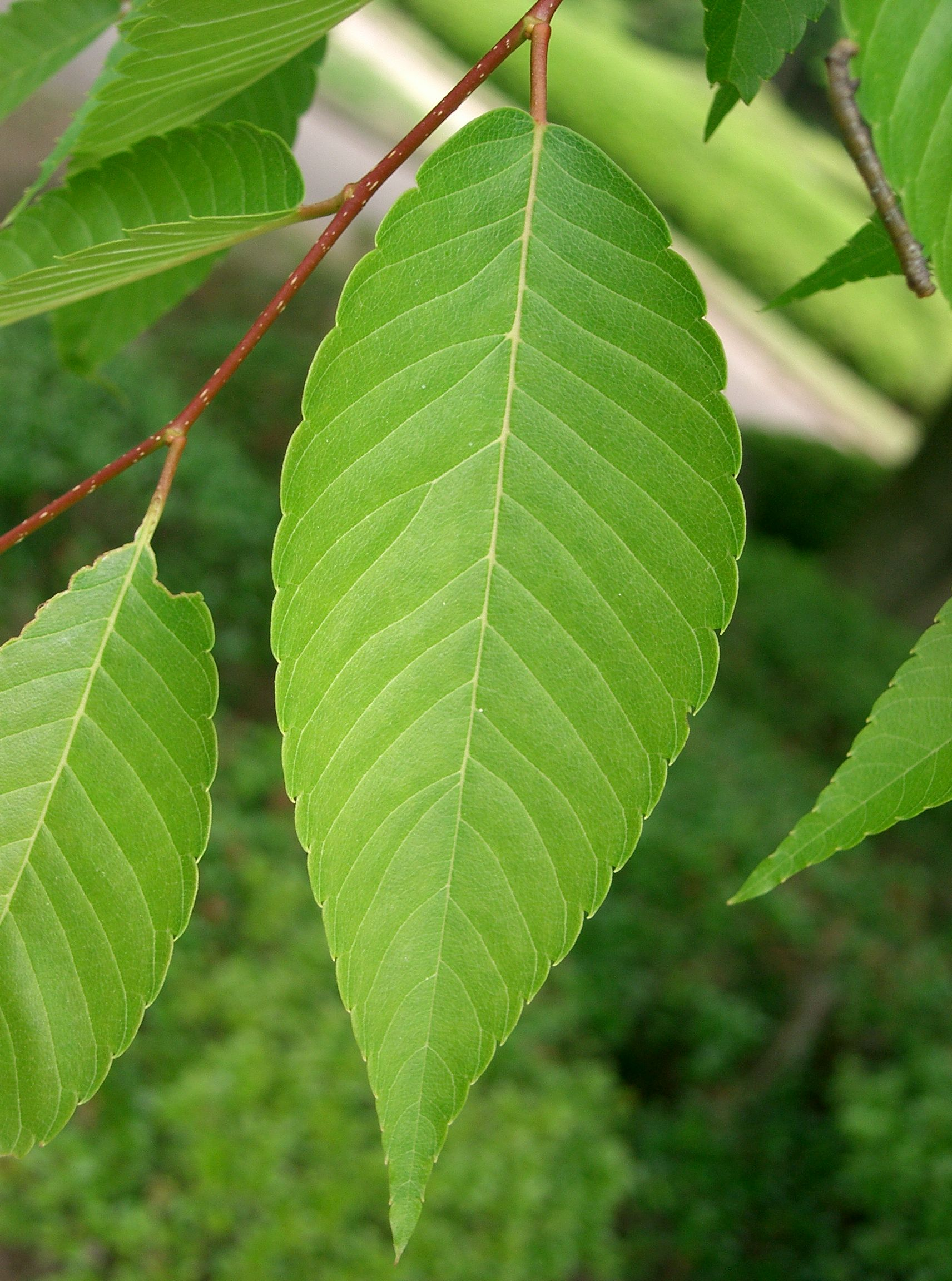
느티나무
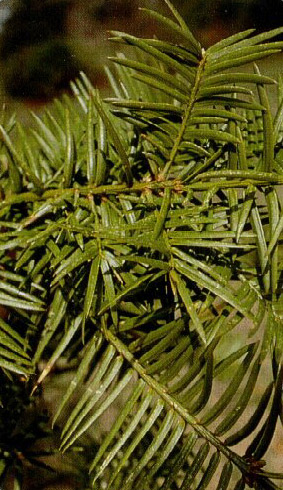
비자나무
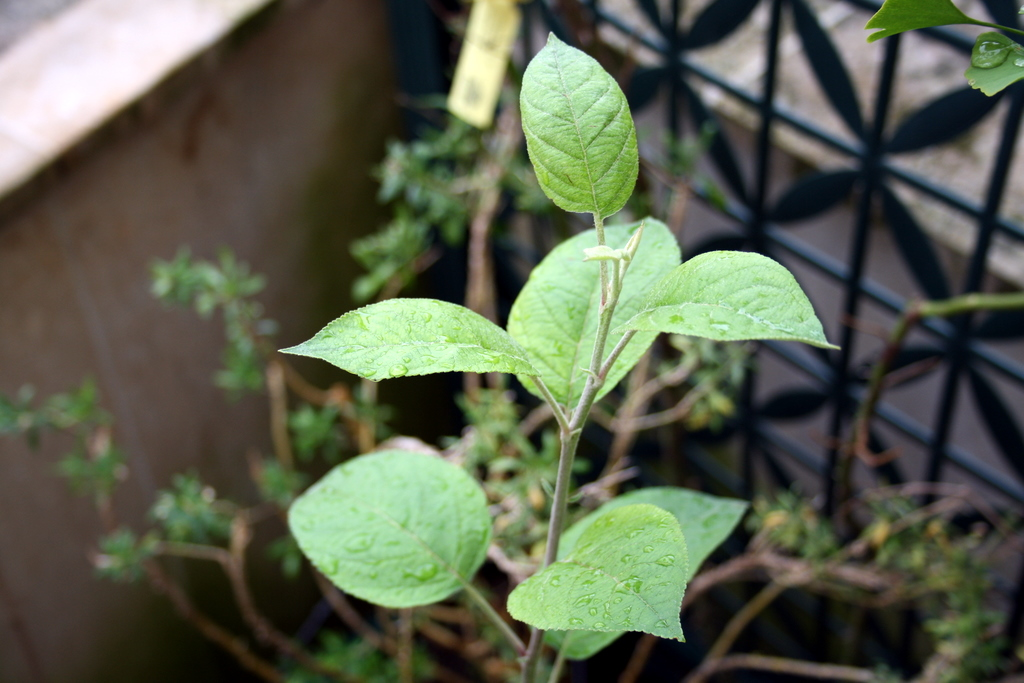
사과나무

### 잎차례
나뭇잎은 나무의 종에 따라 줄기에 달린 모양이 다르며 몇가지의 특징에 따라 분류할 수 있다. 잎이 돋는 차례에 따라 줄기에 달린 모양이 달라지기 때문에 잎차례 또는 엽서(葉序)라 한다. 모양에 따라 마주나기, 어긋나기, 뭉쳐나기, 돌려나기가 있다. 나무는 잎차례와 잎의 생상 속도 조절을 통해 보다 효과적인 광합성을 할 수 있다. 1986년 박봉규와 김종희는 털비름과 명아주의 경쟁 성장 실험에서 서로 다른 잎차례가 상호 생존에 유리하다고 관찰하였다. 잎차례에 따라 피는 잎의 수는 피보나치 수열을 따른다.

## 잎의 생리작용

### 광합성
잎에서 일어나는 중요한 생물 활동의 하나는 광합성을 통해 양분을 만드는 것이다. 잎에 있는 엽록소는 빛 에너지를 이용하고 이산화탄소와 물을 이용하여 포도당과 산소를 생성한다.
잎에서는 크게 보아 두 가지 경로를 통해 광합성이 일어난다. 하나는 빛에너지가 아데노이신삼인산과 들뜬 수소 이온, 그리고 전자운반자를 생성하는 명반응이고, 다른 하나는 이들을 이산화탄소와 결합하여 당을 생성하는 캘빈-벤슨 회로이다.

### 증산작용
식물의 잎 뒷면에 있는 기공은 식물 체내의 적절한 수분 유지를 위해 수분을 체외로 내보내는 기능을 갖고 있다. 이러한 활동을 증산작용이라 한다.증산 작용을 통해 식물의 온도가 적절하게 변할 수 있고, 수분이 식물 꼭대기까지 올라갈 수 있는 장점이있다. 증산작용은 식물이 육상에서 진화하며 수분스트레스에 적응한 결과이다.

### 낙엽
낙엽활엽수의 나무들은 계절에 따라 잎으로 통하는 물관과 체관을 막고 잎의 활동을 중지시킨다. 온대 및 냉대 지역의 낙엽활엽수는 가을철에 잎의 활동을 정지시키며 활동이 정지된 잎들은 엽록소가 파괴되어 색이 변한다. 잎에 포함된 색소에 따라 노랑이나 빨강의 색을 띠는데 이를 단풍이라 한다. 어느 정도 시간이 지나 말라버린 단풍은 나무 줄기에서 떨어져 주변에 쌓인다. 나무에서 떨어져 나온 잎을 낙엽이라 한다.
상록수의 경우에도 노폐물이 쌓인 낡은 잎들은 떨구어 내고 새 잎이 돋는다.

## 같이 보기
- 낙엽성
- 잎의 크기
- 잎 형태학 용어
- 수관 (식물)
- 식물의 진화